# 藤木企業
藤木企業株式会社（ふじききぎょう）は、横浜港を中心に港湾荷役事業・倉庫荷役事業を行う企業である。

## 歴史
1923年1月、藤木幸太郎は酒井組を率いる酒井信太郎からのれん分けのような形で藤木組を創設した。海岸通3丁目に事務所を構えた。同年9月1日、関東大震災発生。神奈川県は、港外に避難していた東洋汽船のぱりい丸の積み荷の、サイゴンから輸入した米3000トンを緊急に荷揚げすることを決定。幸太郎は県からの依頼を快諾。3日間で荷揚げを済ませ、被災者への炊き出しが行われた。
1941年10月、戦時統合により横浜船舶荷役株式会社が発足したが終戦後の1946年9月に解散。統合前の組から新会社が数社発足。藤木組も1947年7月25日に法人組織として「株式会社藤木組」として設立、同年11月に「藤木企業株式会社」に改められた。
1949年、名古屋営業所開設。1952年にはその業務一切を継承する藤木海運株式会社を設立し、1995年には株式会社フジトランスコーポレーションに商号を改めた。1953年には交通船・繋離船事業を分社化、株式会社ジャパンポートサービス（現 株式会社ポートサービス）を設立。1958年には、ガソリンスタンドの運営を行う有限会社みなと石油商会設立（1962年に株式会社に改組）。1978年に新社屋竣工。
1980年11月、藤木幸太郎が死去。藤木企業は長男の藤木幸夫が継いだ。
1987年には一般貸切旅客自動車運送事業の免許を取得。1997年にシティアクセス株式会社を設立し、分社化した。

## 山下埠頭再開発
藤木企業では山下埠頭を含め横浜港の主要な埠頭で事業を行っている。山下埠頭では統合型リゾート（IR）構想があるが、会長の藤木幸夫は週刊東洋経済2017年10月28日号のインタビューに対し「横浜ベイブリッジの外側（南本牧埠頭や大黒埠頭）は貿易ゾーン、内側は観光ゾーンとする。山下埠頭は中期滞在できる拠点を作りたい。カジノを誘致すれば利益になるが、藤木企業だけが良ければいいとは考えていない」と、カジノに反対を表明している。